# Prudentópolis
Prudentópolis (em ucraniano:  Прудентополіс) é um município brasileiro do estado do Paraná localizado a 203 km de Curitiba. Segundo o IBGE, o município possui uma área de 2236.579 km², com uma população estimada em 49.393 habitantes (IBGE/2022).

## História

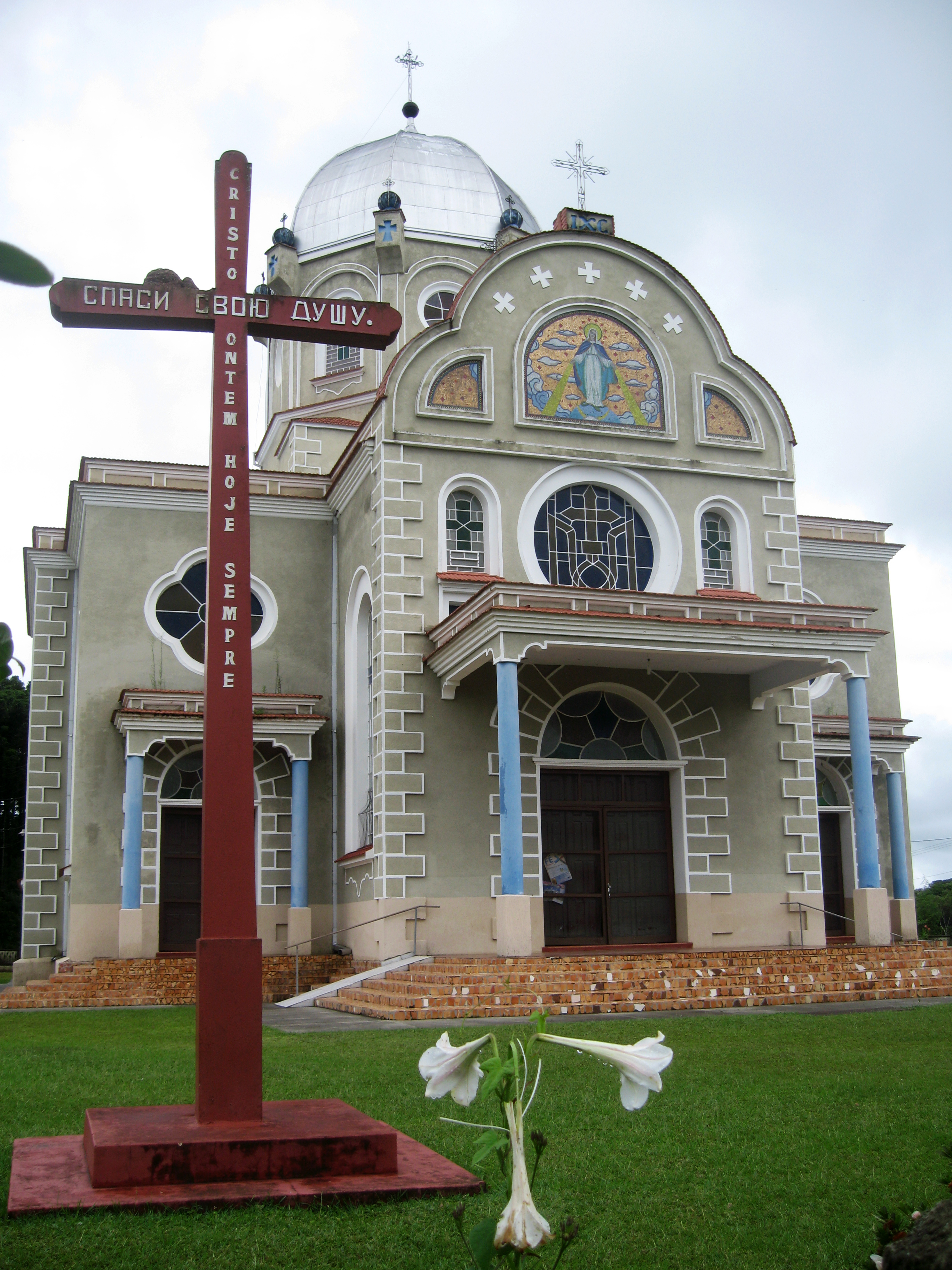
Igreja greco-católica de rito ucraniano em Prudentópolis.

Em fins do século XIX a região era terras de Firmo Mendes de Queiroz, descendente de bandeirantes Paulistas, doou duas terras para a construção de uma capela em homenagem a São João Batista. No ano de 1896 foram atraídas para a região 1.500 famílias ucranianas, totalizando oito mil imigrantes. Os colonos foram assentados em diversos núcleos, onde tornaram-se pequenos agricultores, pecuários e industriais. O município formou-se em 1906, sob o nome de Prudentópolis em homenagem ao presidente Prudente de Morais. A imigração de ucranianos para a região durou até meados da década de 1920 e, atualmente, o município é considerado o mais ucraniano do Brasil, sendo 80% da população descendente dos imigrantes.
A região de onde vieram estes ucranianos é a Галичина/Galícia, que já foi autônoma e também já pertenceu ao Império Austro-Húngaro, à Polônia e à própria Ucrânia. A nova geografia, que coloca o território predominantemente na atual Ucrânia, foi desenhada após o fim da Primeira Grande Guerra Mundial. Os poloneses de Prudentópolis, e os poucos "alemães" (austríacos) são oriundos da Galícia. Esta região foi também povoada por judeus, poloneses, alemães e austríacos. Sua capital é Lemberg (em alemão), também chamada Львів/Lviv (ucraniano) ou Lwów (polonês). Prudentópolis tem uma localidade que se chama Nova Galícia, exatamente em homenagem a esta origem.[carece de fontes?]

## Geografia

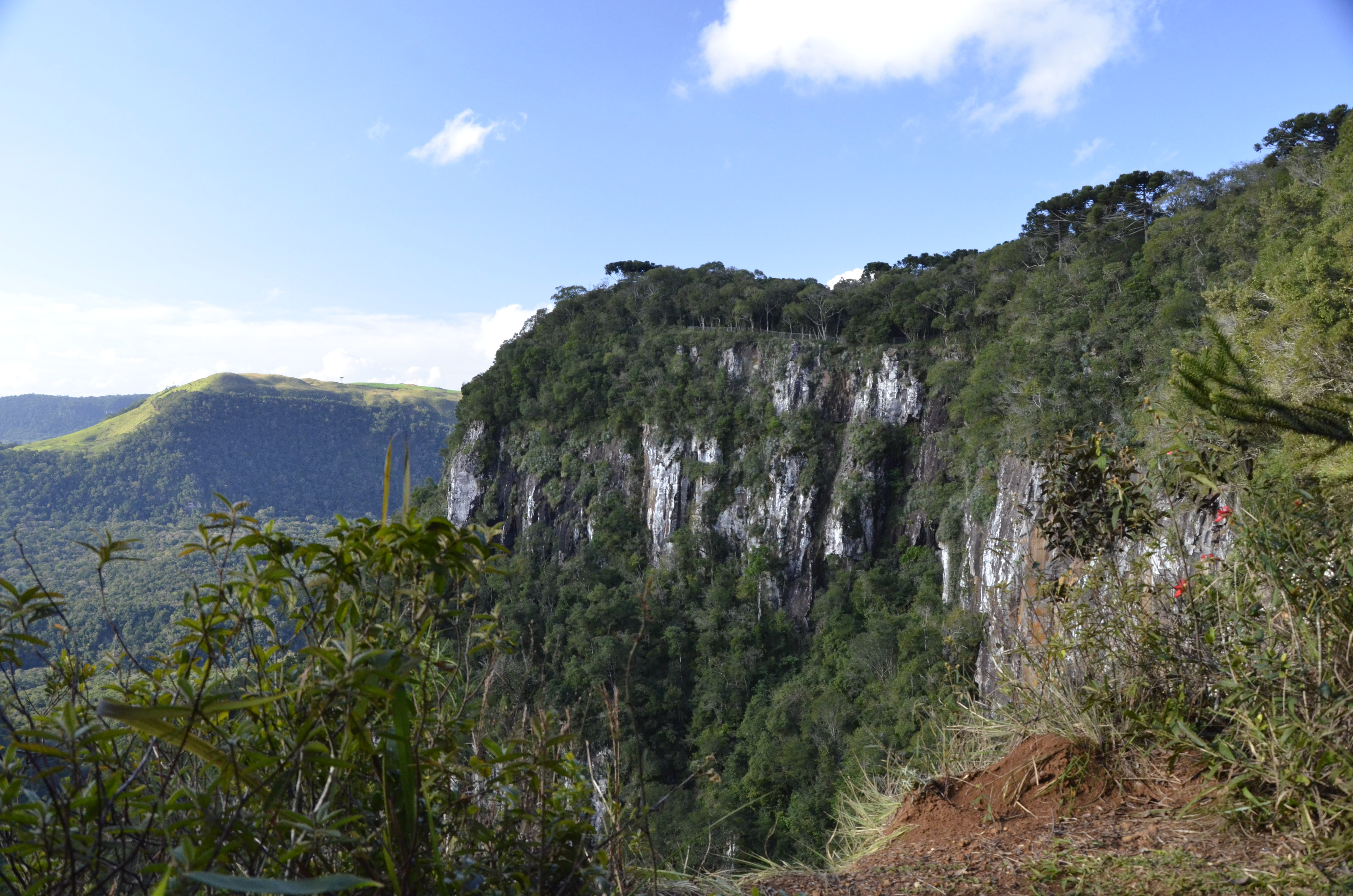
Vista parcial da Serra da Esperança em Prudentópolis.

O município de Prudentópolis ocupa uma área de 2236.579 km², e conforme estimativas do IBGE de 2021, sua população era de 52 776 habitantes, sendo o 5º maior município do Estado do Paraná por área e 35º por população, respectivamente.
Está localizado a 203 km do município de Curitiba, capital do estado, e faz parte da região Centro-Sul do Paraná, tendo como municípios limítrofes Guarapuava, Turvo, Cândido de Abreu, Ivaí, Guamiranga, Imbituva, Irati e Inácio Martins. O município é a segunda maior cidade da região centro sul e centro oeste do estado, estando apenas atrás de Guarapuava. Pelo município passa a BR-373, rodovia que liga Ponta Grossa e Guarapuava, e a BR-277.
Em Prudentópolis nasce o maior rio em extensão do Paraná, o rio Ivaí; ele nasce no encontro do rio dos Patos com o rio São João.

### Subdivisões
Três distritos constituem o município: Prudentópolis (sede), Jaciaba e Patos Velhos.

### Relevo
O município possui uma altitude média de 730 metros acima do nível do mar. Está situado entre o Segundo Planalto do Paraná (Planalto de Ponta Grossa) e o Terceiro Planalto do Paraná (Planalto de Guarapuava). Apresenta diversas serras, sendo as principais a Serra da Esperança, a Serra da Rita e a Serra do Barra Grande, e ainda diversos morros acima de 1200 metros, entre eles o Morro Morungava (ou Chapéu), o Morro Trombudo e o Trombudinho, localizados nas comunidades de Herval e Ligação, respectivamente, e ainda o Cerro Preto e o Cerro Azul, além de dezenas de cachoeiras.

## Política
A administração municipal se dá pelos poderes executivo e legislativo. Em fevereiro de 2016 o prefeito Gilvan Pizzano Agibert foi preso em flagrante, em Curitiba, quando recebia propina de um empresário que prestava serviço à prefeitura. Posteriormente, em 6 de junho de 2016, ele foi cassado pela câmara de vereadores por unanimidade. Em seu lugar assumiu o então vice-prefeito, Adelmo Klosowski, que estava no cargo interinamente desde a prisão de Gilvan, em 13 de fevereiro de 2016.

### Cidades-irmãs
Ternopil, Ucrânia, 6 de março de 2019

## Educação
Desde 1999, o município possui o Campus avançado de Prudentópolis da Universidade Estadual do Centro-Oeste.

## Turismo
Terra das cachoeiras gigantes: Prudentópolis é conhecida como terra das cachoeiras gigantes. São mais de cem quedas com alturas que variam de 80 a quase 200 metros.
Monumento Natural São João: O Monumento natural salto São João fica a 22 km do Centro de Prudentópolis, em uma área de 15 alqueires que impressiona pela beleza cênica. No meio de uma floresta de araucárias bem preservada, surge uma cachoeira com grande volume de água, com uma queda de 84 metros de altura e segue pelo Rio São João. A criação do Monumento Natural do Salto São João tem o objetivo de garantir proteção integral ao remanescente de Floresta Ombrófila Mista (Floresta de Araucárias), flora, fauna e recursos hídricos, em especial a cachoeira e os paredões e demais recursos ambientais protegidos e seu entorno que formam um cânion de 84 metros de altura e está situado no Rio São João. O Rio São João é um dos rios que compõem a Bacia do Rio Ivaí, com 56 km de extensão dentro do município. É um dos principais rios de Prudentópolis e ao longo do seu leito existem quedas d'água e locais utilizados para lazer. O local possui estacionamento com capacidade para 54 veículos leves e quatro ônibus. Um centro de visitantes de 453 metros quadrados, com anfiteatro, banheiros, lanchonete e loja de artesanato. A Gestão da Unidade é compartilhada, entre o Instituto Ambiental do Paraná e a Prefeitura Municipal de Prudentópolis.

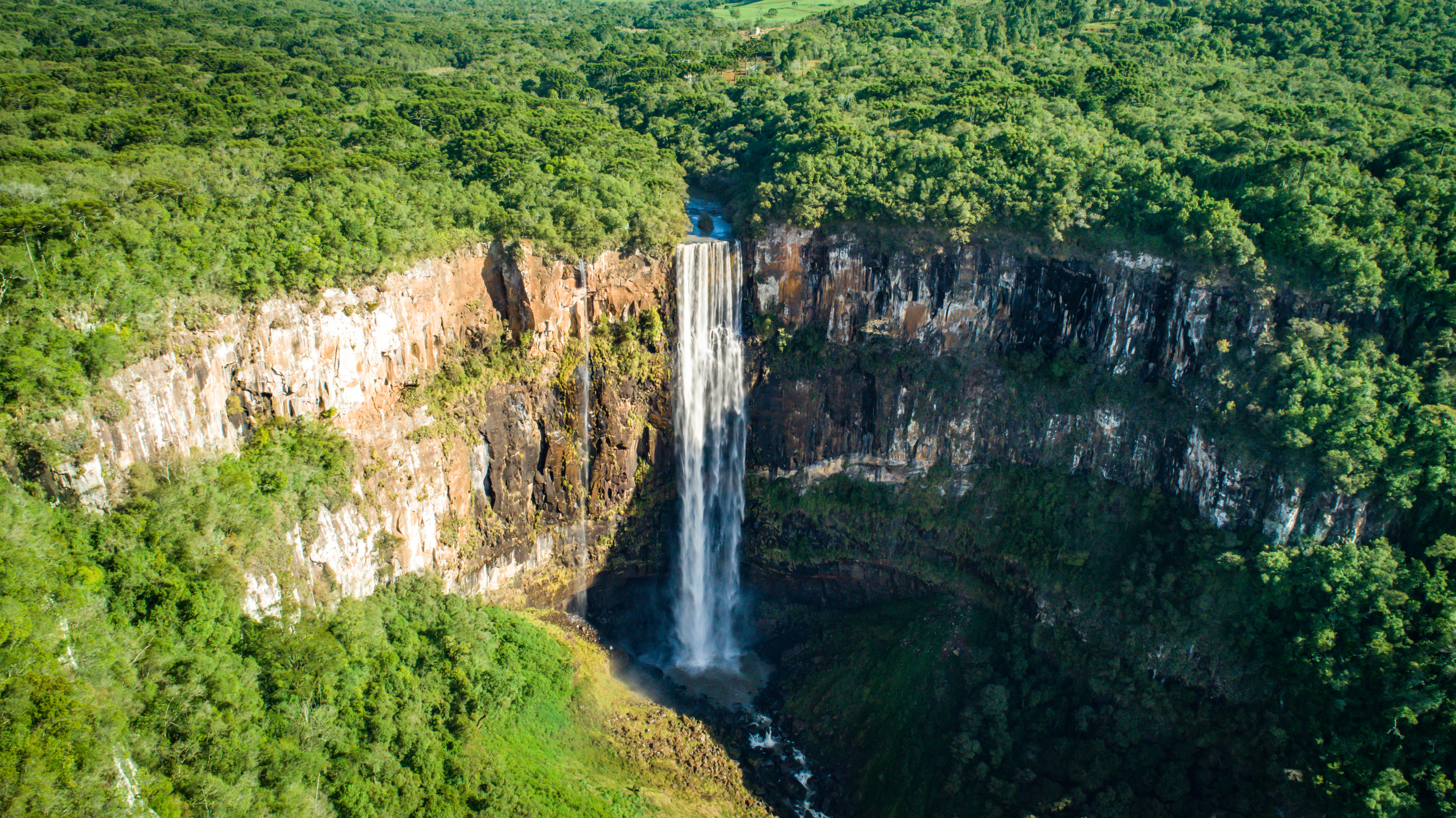
Salto São Francisco, atrativo turístico em Prudentópolis.

Ecoturismo: O município tem gradativamente ganhado importância no cenário turístico do estado do Paraná, com diversos atrativos culturais e naturais. O município possui canyons e cachoeiras, contando com mais de 100 quedas d'água catalogadas. Várias cachoeiras possuem mais de cem metros de altura, como o Salto São Francisco, com 196 metros, umas das 30 maiores quedas d'água do Brasil. É possível percorrer diversas trilhas e conhecer os paredões das serras entre o segundo e terceiro planalto paranaense, bem como praticar esportes de aventura como rapel e tirolesa, e ainda contemplar a vegetação nativa típica da mata de araucárias.
Cultura dos imigrantes e seus descendentes: A colonização ucraniana proporciona a Prudentópolis diversas atividades festivas típicas da cultura ucraniana, com destaque ao Grupo Folclórico Vesselka e à Noite Ucraniana, que ocorre em agosto. No Museu do Milênio se conta a história da imigração ucraniana, com diversos objetos, fotografias e documentação textual. Já no Museu histórico das Irmãs Servas de Maria Imaculada se pode conhecer mais sobre essa congregação religiosa de origem ucraniana e as atividades que desenvolveram na região.
A agricultura familiar rende ao municípios os títulos de "Capital do Mel" e "Capital Nacional do Feijão Preto", marca da qualidade e da grande produtividade dos produtos. Este último passou a ser comemorado anualmente a partir de 2010 com a promoção da Festa Nacional do Feijão Preto (Fenafep).
No ano de 2020, foi concedido ao município o título de Capital da Oração, marca da religiosidade popular, que é ostentada pela presença de mais de 100 templos religiosos ligados ao cristianismo, de tradição do rito romano e do rito bizantino, esta última herança da cultura eslava. As igrejas fazem parte de um roteiro do turismo religioso e histórico no Paraná. Uma das mais importantes é a Igreja de São Josafat, tombada pela Coordenação do Patrimônio Cultural (CPC) no ano de 1979. Ainda relacionado à religião, Prudentópolis promove anualmente uma das maiores festas juninas do Paraná (com dez dias de duração), onde acontecem apresentações artísticas e pirotécnicas em comemoração ao dia de um dos padroeiros do município, São João Batista, o que atrai muitos turistas para a região. Outro destaque é a Páscoa comemorada ao estilo ucraniano.

## Cultura
A cidade possui uma arquitetura característica, com várias construções que remetem à cultura eslava.[carece de fontes?] No dia 5 de outubro de 2021 a câmara municipal aprovou por unanimidade o Projeto Lei n. 024/2021, que oficializa a língua ucraniana no município.

### Religião
O município já foi conhecido como capital da oração. Possui mais de cem templos religiosos, entre igrejas católicas de ritos latino e bizantino ucraniano[carece de fontes?]. Uma das igrejas mais conhecidas é a de São Josafat, que foi construída entre 1925 e 1928.[carece de fontes?] Feita em estilo bizantino, possui cinco abóbodas na cobertura e no interior possui diversas decorações artísticas. A construção foi tombada pelo patrimônio histórico do Paraná.

### Culinária

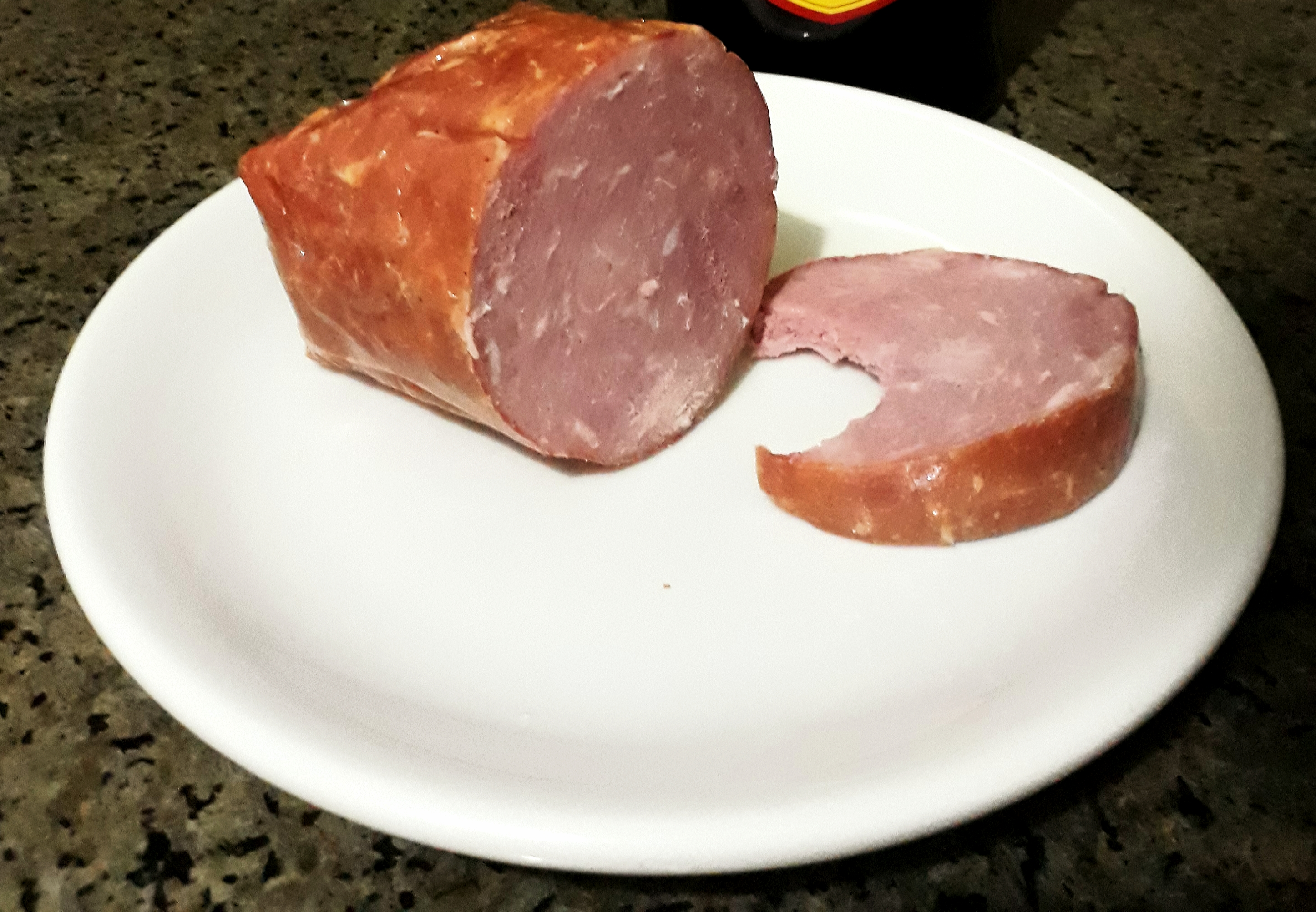
Salame cracóvia típico de Prudentópolis.

A culinária de Prudentópolis é diversificada e recebeu muita influência dos imigrantes que colonizaram o município. Além de produtos da agricultura, como o feijão preto que é muito comum na gastronomia local, podem ser encontrados outros ingredientes e diferentes pratos típicos, como a tradicional sopa de repolho e beterraba, conhecida como borsch, o pastel cozido chamado de varéneke pelos descendentes de ucranianos, o charuto de repolho recheado com trigo mourisco, denominado holubtsi, e a sobremesa doce a feita com sementes de trigo cozido e especiarias, conhecida como kutiá.

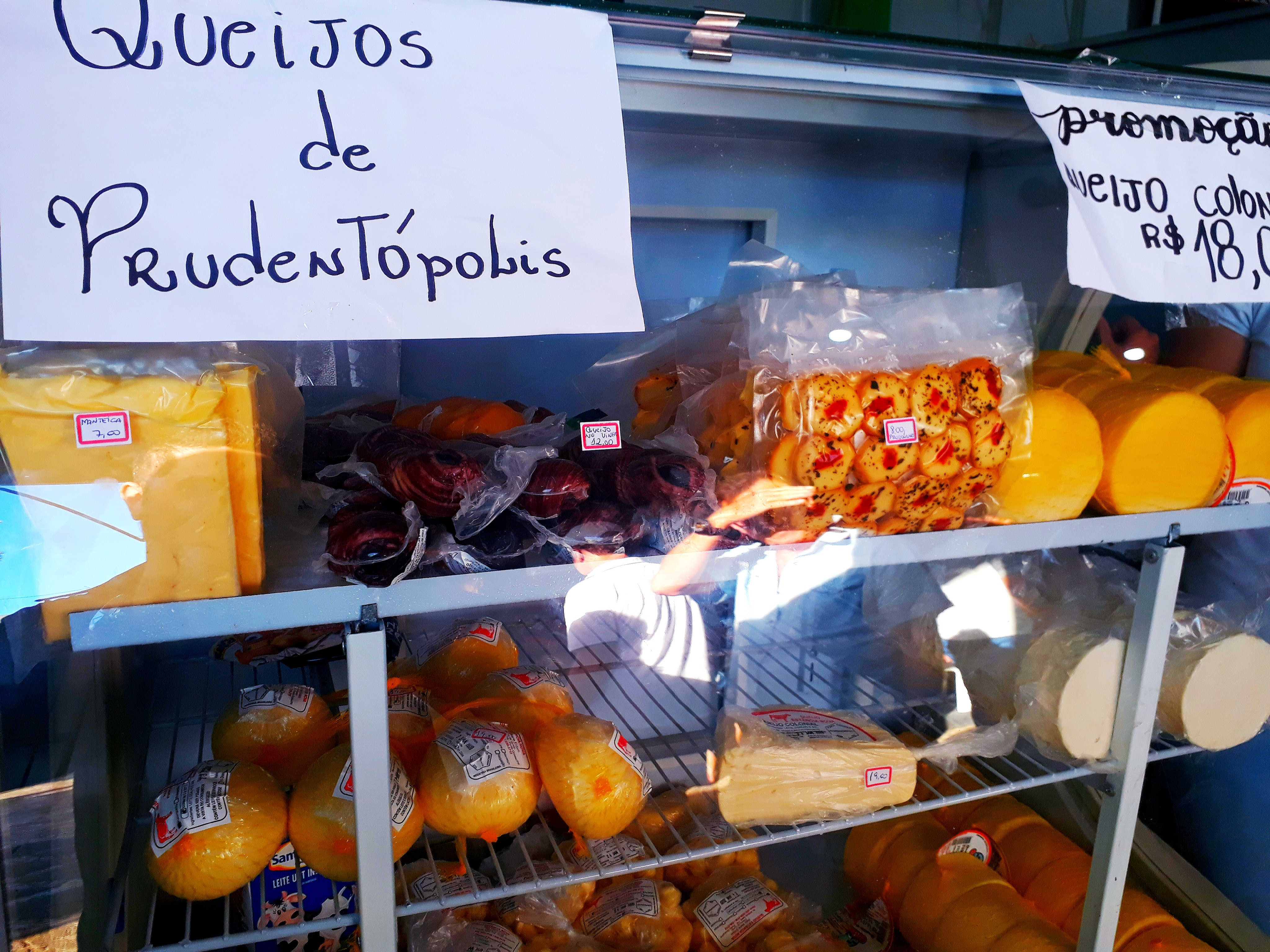
Queijos produzidos em Prudentópolis.

Há exemplo também do salame cracóvia, que é um embutido defumado feito com carne suína selecionada, geralmente usado o lombo ou pernil do porco, muito bem temperada com alho, pimenta e sal. A iguaria possui uma textura macia, firme e sabor marcante da carne suína. O embutido surgiu na década de 1960, em Prudentópolis, entre os descendentes de eslavos. Uma família ucraniana buscava produzir um embutido artesanal que fosse diferente das salsichas, mortadelas, salames e linguiças da época. O salame cracóvia típico da região de Prudentópolis foi criado a partir do processo de defumação em alta temperatura, o que o deixa cozido. Diferenciando-o do salame tradicional, que é cru, defumado e maturado a frio, e da tradicional linguiça, que é embutida e defumada também a frio, mas não maturada. O quitute agradou muito os poloneses que batizaram com o nome de cracóvia, em referência à cidade polonesa Kraków. O seu uso é diversificado, mas é comum fatiado em sanduíches, em entradas e na preparação de molhos, e até no recheio de pizzas e em risotos. O salame cracóvia, além de Prudentópolis, é encontrado em Irati, Ponta Grossa, Curitiba e até vendido para outros estados.

### Festa Nacional de Feijão Preto
No mês de agosto é realizada a Festa Nacional de Feijão Preto (Fenafep), que teve sua primeira edição em 2010 na gestão do prefeito Gilvan Pizzano Agibert, próximo ao aniversário do município (12 de agosto). O evento tem como sua principal função a de divulgar o potencial turístico e agrícola do município, que é o maior produtor de salame cracóvia e de feijão preto do Brasil. Como parte da atração da festa está a maior panela do Brasil, pesando mais de 50 toneladas, a qual serve para produzir uma enorme feijoada, que em sua primeira edição alimentou mais de 30.000 pessoas.[carece de fontes?] A panela chegou a ser considerada a maior do mundo, entrando para o livro dos recordes (Guinness World Records).

## Emissoras de rádio de Prudentópolis
- ̈Rádio Cidade       87.9     FM;
- Radio Copas Verdes 101.3     FM;
- Radio Esperança    810.0     AM.

## Emissoras de TV em Prudentópolis
- RPC TV sediada em Guarapuava;
- Rede Massa sediada em Ponta Grossa;
- TV Tarobá sediada em Cascavel;
- RIC TV sediada em Curitiba;
- Rede Mercosul sediada em Curitiba;
- TV Humaitá sediada em Guarapuava;

## Esporte
O Prudentópolis Futebol Clube, campeão paranaense do interior de 2014, é o representante local no principal campeonato de futebol profissional do estado. No passado a cidade possuiu o clube Prudentópolis Esporte Clube. Ambos jogaram de mandante no Estádio Newton Agibert.

## Transporte
O município de Prudentópolis é atravessado pelas seguintes rodovias:
- BR-373, que liga a BR-376 em Ponta Grossa à BR-277;
- BR-277, que liga Paranaguá a Foz do Iguaçu (e ao Paraguai), passando por Curitiba;
- PR-160, que liga o município de Prudentópolis e o entroncamento da BR-277.[32]